# Lynn Adib
Lynn Adib (* 1986 in Damaskus) ist eine syrische Musikerin (Gesang, auch Querflöte, Perkussion, Songwriting), die im Bereich der arabischen Musik und des Jazz hervorgetreten ist.

## Leben und Wirken
Adib sang seit dem Alter von sechs Jahren im byzantinischen Chor der Kathedrale St. Paul (Damaskus). Zwei Jahre lebte sie in Calgary, um dann mit ihrer Mutter nach Syrien zurückzukehren.  Dort studierte sie am Konservatorium von Damaskus. 2009 zog sie nach Paris, wo sie Pharmazie studierte und gleichzeitig das Conservatoire à Rayonnement Régional de Paris besuchte, wo sie Jazzgesang studierte. Dann heiratete sie und brachte eine Tochter zur Welt. 2017 starb ihr Mann. Eine Zeit lang lebte sie im Libanon; ihre Trauer verarbeitete sie musikalisch.
Adib veröffentlichte 2018 ihr Debütalbum Youmma, auf dem sie traditionelle syrische Musik, bulgarische Musik und zeitgenössischen Jazz präsentiert; 2022 folgte das Album Nearness mit dem Bassisten Marc Buronfosse. Sie ist auch maßgeblich an den Projekten Bedouin Burger (mit Zeid Hamdan) und Yalla Queen beteiligt. Weiterhin ist sie auf Alben von Stéphane Tsapis, Marc Codsi und Alexandra Ivanova zu hören.

## Diskographische Hinweise
- Youmma (Bandcamp 2018, mit Fady Farah, Maurizio Congiu, Lukmil Pérez sowie Feras Sharestan)
- Ya Bou Rdayen – Deezer Home Sessions (Single, Balkoon 2020)
- Lynn Adib & Marc Buronfosse: Nearness (Arts Culture Europe 2022)